# كيني ايرلندا
كيني ايرلندا (بالإنجليزية: Kenny Ireland)‏ هو مخرج وممثل بريطاني، ولد في 7 أغسطس 1945 في المملكة المتحدة، وتوفي في 31 يوليو 2014 في جمهورية أيرلندا.

## وصلات خارجية
- كيني ايرلندا على موقع IMDb (الإنجليزية)
- كيني ايرلندا على موقع ألو سيني (الفرنسية)
- كيني ايرلندا على موقع أول موفي (الإنجليزية)
- كيني ايرلندا على موقع قاعدة بيانات الأفلام السويدية (السويدية)
- كيني ايرلندا على موقع قاعدة بيانات الفيلم (الإنجليزية)
- كيني ايرلندا على موقع كينوبويسك (الروسية)
- كيني ايرلندا على موقع كينوبويسك (الروسية)